# O.bra

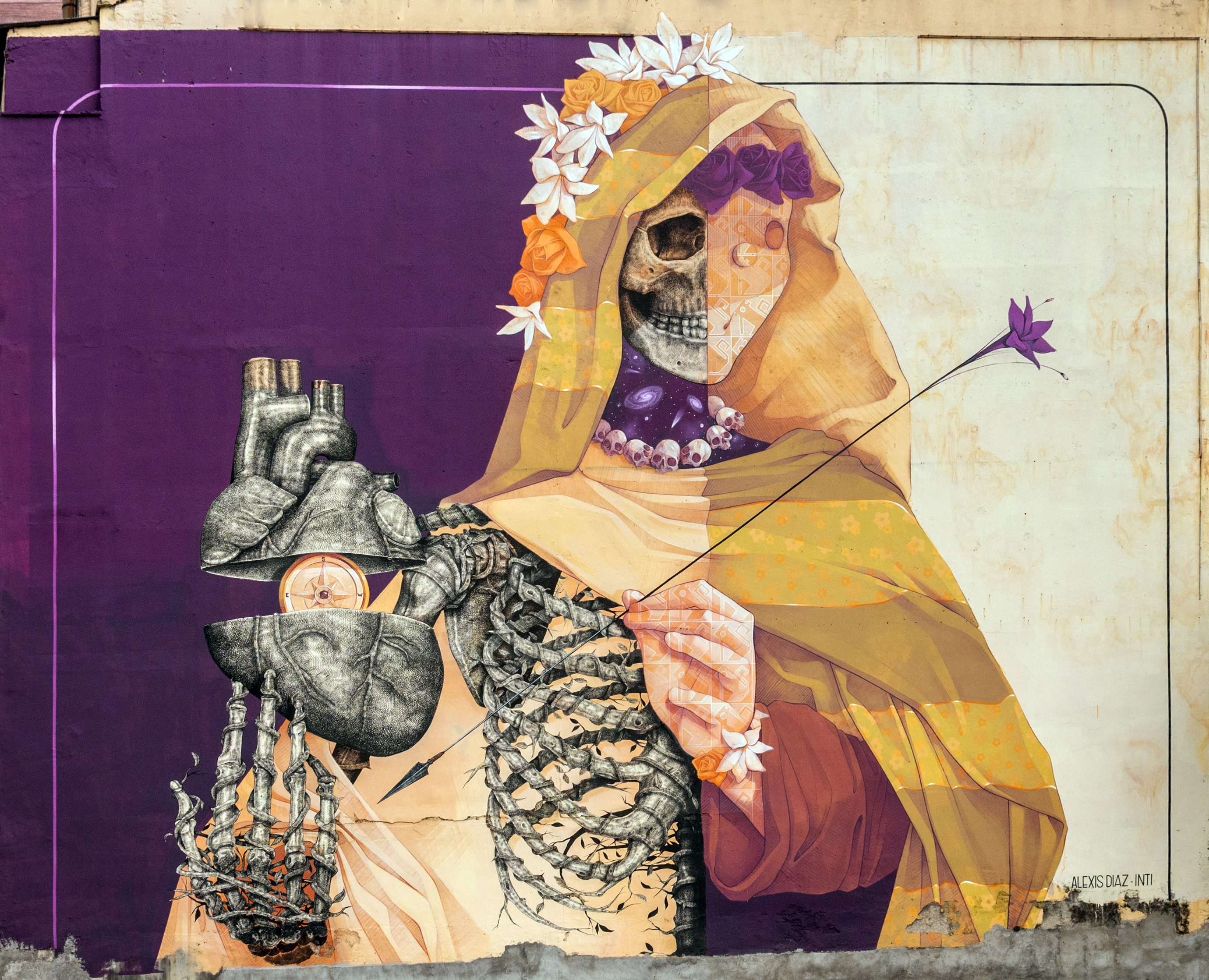
Um dos murais pintados no Vale do Anhangabaú, de autoria dos artistas INTI (Chile) e David Diaz (Porto Rico).

O.bra foi o primeiro festival internacional de arte de rua no Brasil, que contou com 18 artistas nacionais e internacionais, a maioria da primeira geração da arte de rua, organizado e idealizado por Marcelo Pimental juntamente com Marina Bortoluzzi. O festival ocorreu durante os dias 23, 24 e 25 de outubro de 2016 na cidade de São Paulo, quando foram pintadas oito empenas de grande escala.

## Artistas
Os artistas convidados trabalharam mormente em duplas:
- INTI (Chile) e Alexis Diaz (Porto Rico)
- Jaz (Argentina) e Conor Harrington (Irlanda)
- Herakut (Alemanha) e M-City (Polônia)
- Aleksei e Waone Interesni Kazki (Ucrânia)
- Speto (Brasil) e Never 2501 (Itália)
- Tinho (Brasil) e Carlos Vergara (Brasil)
- Binho (Brasil) e Suiko (Japão)
- Vitché (Brasil) e Jan Kalab (República Tcheca)
- Herbert Baglione (Brasil)

## Galeria

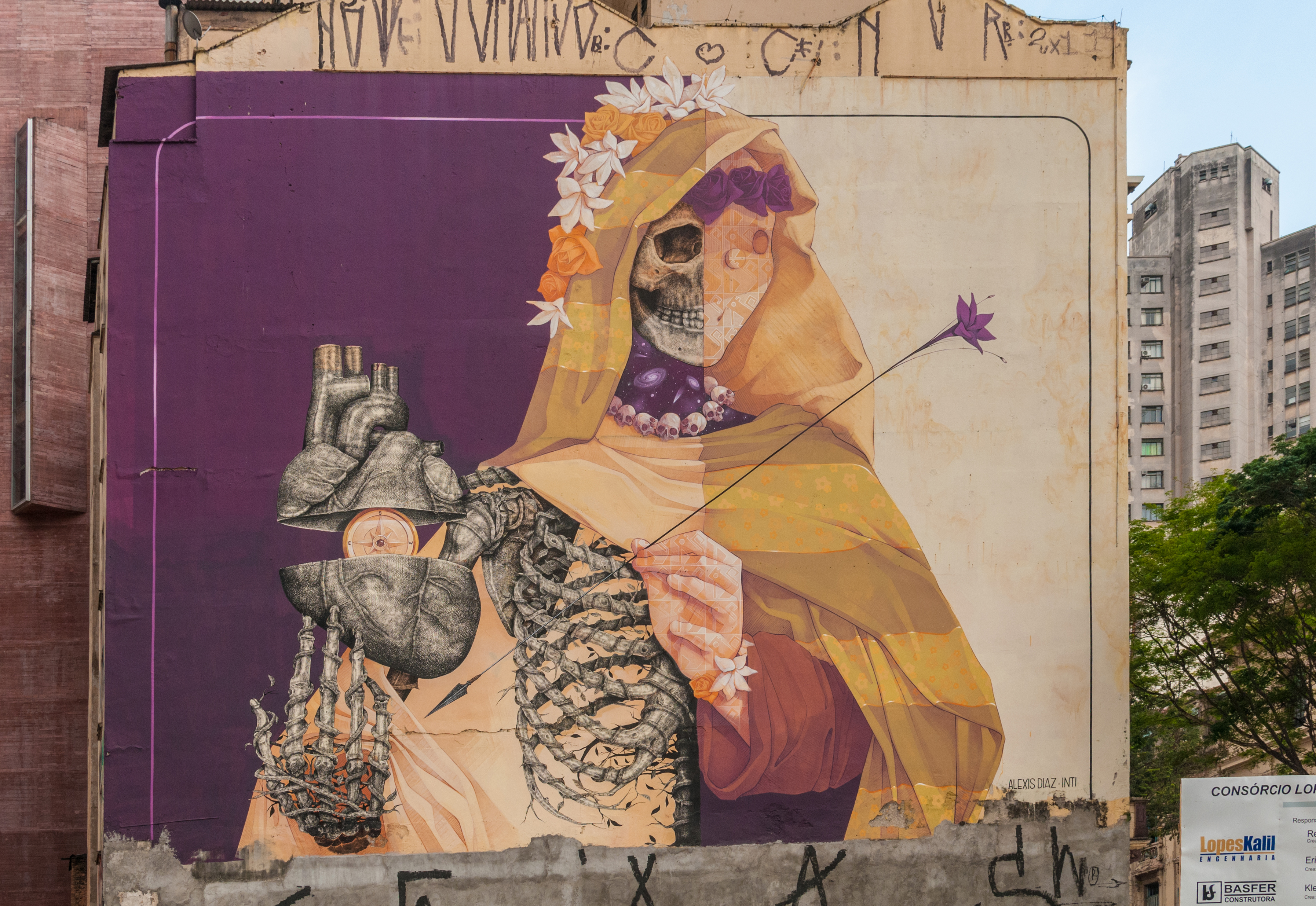
INTI (Chile) e Alexis Diaz (Porto Rico)
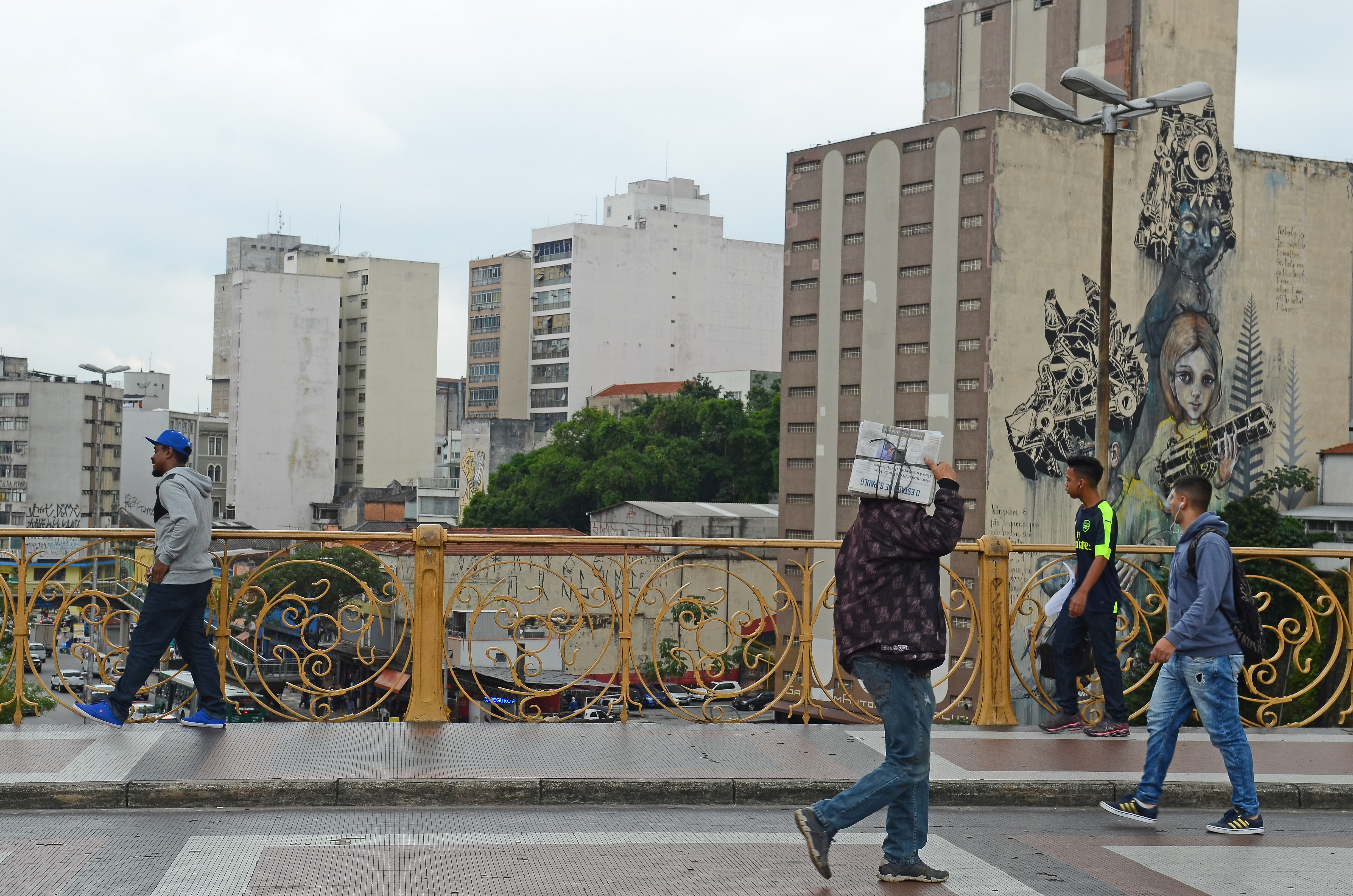
Herakut (Alemanha) e M-City (Polônia)